# HMS Hostile (H55)
HMS Hostile (H55) là một tàu khu trục lớp H được Hải quân Hoàng gia Anh Quốc chế tạo vào giữa những năm 1930. Trong cuộc Nội chiến Tây Ban Nha vào các năm 1936–1939, nó trải qua một phần lớn thời gian tại vùng biển Tây Ban Nha thực thi chính sách cấm vận vũ khí mà Anh và Pháp áp đặt cho các bên xung đột trong thành phần Hạm đội Địa Trung Hải. Nó được chuyển đến Freetown, Sierra Leone vào tháng 10 năm 1939 để truy lùng các tàu cướp tàu buôn Đức ở Nam Đại Tây Dương cùng Lực lượng K. Hostile tham gia trận Narvik thứ nhất trong Chiến dịch Na Uy vào tháng 4 năm 1940 và trận Calabria vào tháng 7. Đang khi di chuyển từ Malta đến Gibraltar, con tàu bị hư hại nặng do trúng mìn ngoài khơi mũi Bon thuộc eo biển Sicily vào ngày 23 tháng 8 năm 1940, nó bị tàu chị em HMS Hero đánh đắm sau đó.

## Thiết kế và chế tạo
Hostile có trọng lượng choán nước tiêu chuẩn 1.340 tấn Anh (1.360 t), và lên đến 1.859 tấn Anh (1.889 t) khi đầy tải. Nó có chiều dài chung 323 foot (98,5 m), mạn thuyền rộng 33 foot (10,1 m) và độ sâu của mớn nước là 12 foot 5 inch (3,8 m). Nó được dẫn động bởi hai turbine hơi nước Parsons truyền động ra hai trục chân vịt, sản sinh tổng công suất 34.000 mã lực càng (25.000 kW), cho phép nó đạt tốc độ tối đa 36 hải lý trên giờ (67 km/h; 41 mph). Hơi nước được cung cấp bởi ba nồi hơi ống nước Admiralty. Hostile có thể mang theo tối đa 470 tấn Anh (480 t) dầu đốt, cho phép một tầm hoạt động tối đa 5.530 hải lý (10.240 km; 6.360 mi) ở tốc độ 15 hải lý trên giờ (28 km/h; 17 mph). Thành phần thủy thủ đoàn của nó bao gồm 137 sĩ quan và thủy thủ trong thời bình, nhưng tăng lên đến 146 người trong thời chiến.
Con tàu được trang bị bốn khẩu pháo QF 4,7 inch (120 mm) Mk. XII L/45 trên các tháp pháo nòng đơn. Cho mục đích phòng không, Hostile có hai khẩu đội súng máy 0,5 in (13 mm) Mk.III bốn nòng. Nó còn có hai bệ ống phóng ngư lôi bốn nòng trên mặt nước dành cho ngư lôi 21 in (530 mm). Một đường ray thả mìn sâu và hai máy phóng được trang bị; ban đầu nó mang theo 20 quả mìn sâu, nhưng được tăng lên 35 quả không lâu sau khi chiến tranh bắt đầu.
Hostile được đặt hàng vào ngày 13 tháng 12 năm 1934 trong Chương trình Chế tạo Hải quân 1934. Nó được đặt lườn vào ngày 27 tháng 2 năm 1935 tại xưởng tàu của hãng Scotts Shipbuilding & Engineering Company ở Greenock, Scotland; được hạ thủy vào ngày 24 tháng 1 năm 1936 và hoàn tất vào ngày 10 tháng 9 năm 1936 với chi phí 253.382 Bảng Anh, không tính đến các thiết bị do Bộ Hải quân Anh cung cấp như vũ khí, đạn dược và thiết bị thông tin liên lạc.

## Lịch sử hoạt động
Sau khi nhập biên chế, Hostile được phân về Chi hạm đội Khu trục 2 trực thuộc Hạm đội Địa Trung Hải, và đã tuần tra tại vùng biển Tây Ban Nha trong năm 1937 để thực thi chính sách cấm vận vũ khí đến các bên xung đột trong cuộc Nội chiến Tây Ban Nha. Nó trải qua một đợt đại tu tại Gibraltar từ ngày 17 tháng 11 đến ngày 15 tháng 12 năm 1937, rồi tiếp nối hoạt động tuần tra tại vùng biển Tây Ban Nha trong năm 1938 và 1939. Sau khi cuộc xung đột kết thúc, Hostile được tái trang bị tại Xưởng tàu Sheerness từ ngày 31 tháng 5 đến ngày 26 tháng 7 năm 1939. Nó quay trở lại Địa Trung Hải, và đang ở tại Malta khi Chiến tranh Thế giới thứ hai nổ ra vào tháng 9 năm 1939.
Đến tháng 10, Hostile được chuyển đến Freetown, Sierra Leone để truy lùng các tàu cướp tàu buôn Đức tại Nam Đại Tây Dương cùng Lực lượng K. Nó cùng các tàu chị em HMS Hardy, HMS Hasty và HMS Hereward đã gặp gỡ tàu chiến-tuần dương HMS Renown, tàu sân bay HMS Ark Royal và tàu tuần dương hạng nhẹ HMS Neptune vào ngày 17 tháng 12. Chúng được tiếp nhiên liệu tại Rio de Janeiro, Brasil trước khi tiếp tục đi đến cửa sông Río de la Plata, đề phòng trường hợp chiếc thiết giáp hạm bỏ túi Đức Admiral Graf Spee tìm cách thoát khỏi Montevideo, Uruguay, nơi nó tạm thời tị nạn sau khi bị hư hại trong trận River Plate. Hostile được đại tu tại Xưởng tàu Chatham từ ngày 26 tháng 1 đến ngày 29 tháng 3 năm 1940, rồi gia nhập trở lại Chi hạm đội Khu trục 2, giờ đây được điều động về Hạm đội Nhà. Trong trận Narvik thứ nhất vào ngày 10 tháng 4, nó đối đầu với tàu khu trục Đức Z17 Diether von Roeder, gây hư hại nặng cho đối thủ khi bắn trúng ít nhất năm lần; Hostile bị bắn trả trúng một phát, nhưng chỉ bị hư hại nhẹ. Nó hộ tống tàu chị em HMS Hotspur bị hư hại nặng đến căn cứ sửa chữa được lập tạm thời tại Flakstadøya thuộc quần đảo Lofoten. Sau đó nó hộ tống một thời gian ngắn cho thiết giáp hạm HMS Warspite trước khi quay trở về Rosyth để sửa chữa từ ngày 27 tháng 4 đến ngày 4 tháng 5. Con tàu quay lại vùng biển Na Uy một thời gian ngắn, nơi nó lại hộ tống cho Warspite, trước khi được điều động trở lại Hạm đội Địa Trung Hải vào giữa  tháng 5.
Vào ngày 9 tháng 7, Hostile tham gia trận Calabria trong thành phần hộ tống cho các tàu chiến lớn của Lực lượng C, và đã đối đầu bất thành với các tàu khu trục Ý, và không bị hư hại. Cùng với tàu chị em HMS Hero và các tàu khu trục HMS Nubian và HMS Mohawk, nó được lệnh đi đến Gibraltar vào ngày 22 tháng 8 để gia nhập Lực lượng H. Trên đường đi, Hostile trúng phải một quả mìn vào sáng sớm ngày 23 tháng 8 ngoài khơi mũi Bon làm vỡ lườn tàu. Vụ nổ làm thiệt mạng năm người và bị thương ba người khác. Mohawk cứu vớt những người sống sót trong khi Hero phóng hai quả ngư lôi đánh đắm nó ở tọa độ .